# Каліково
Каліко́во (рос. Каликово, чув. Кайăкъяль) — присілок у складі Канаського району Чувашії, Росія. Входить до складу Вутабосинського сільського поселення.
Населення — 282 особи (2010; 288 у 2002).
Національний склад:
- чуваші — 99 %